# Unión aduanera austro-germana
La unión aduanera austro-germana fue un proyecto diseñado por Alemania y Austria en 1930 y 1931 y presentado públicamente el 31 de marzo de 1931 que preveía la eliminación de aranceles entre los dos países. Finalmente fallido, el plan se justificó como parte de los esfuerzos de recuperación económica europea durante la Gran Depresión, aunque para los países que se opusieron a este objetivo —en especial, Francia y Checoslovaquia—, se trataba de un primer paso para la unión política de los dos países, a la que se oponían rotundamente. Las presiones políticas y económicas —más efectivas desde la quiebra del Creditanstalt, el mayor banco austriaco, en mayo, que aumentó las necesidades financieras vienesas— desbarataron el proyecto, incluso antes de que el Tribunal Permanente de Justicia Internacional fallase en contra y lo declarase incompatible con las obligaciones internacionales austriacas en septiembre.

## Cambio en la política exterior alemana
Tres acontecimientos marcaron el cambio de la política exterior alemana a finales de la década de 1920 y principios de la de 1930: las dos conferencias de La Haya —celebradas en agosto de 1929 y enero de 1930— que modificaron el sistema de pago de compensaciones de guerra a los países vencedores de la Primera Guerra Mundial y adelantaron cinco años la evacuación francesa de la orilla izquierda del Rin —cinco años antes de lo previsto por el Tratado de Versalles—, y la muerte del influyente ministro de Asuntos Exteriores alemán, Gustav Stresemann, el 4 de octubre de 1929. Para Stresemann, la unión con Austria, aunque deseable, no había sido prioritaria; habían tenido más importancia la retirada francesa del Rin y la posibilidad de recuperar territorio en el este.
En marzo de 1931, con la dirección de la política exterior alemana en manos de mandatarios menos hábiles que Stresemann, el mundo recibió con sorpresa la noticia del plan austro-germano de unión aduanera. Si Stresemann se había concentrado en liquidar el sistema de compensaciones de guerra y en lograr la retirada francesa del Rin, su sucesor al frente del ministerio, Julius Curtius —sin gran experiencia en política exterior, menos visión de conjunto que su predecesor y sin la habilidad de este—, decidió acelerar la revisión de las consecuencias de los tratados de paz y reforzar la relación del Reich con los países del centro y sureste europeo, en especial, con Austria.

## Circunstancias

### Obstáculos para elAnschluss
Los dos tratados de paz, el impuesto a Alemania y el rubricado por Austria, impedían en principio la absorción de la segunda por la primera (Anschluss). El artículo 80 del Tratado de Versalles obligaba a Alemania a respetar la independencia austriaca; el 88 del Tratado de Saint-Germain comprometía a Austria a mantenerse independiente y a no adoptar medida alguna que pusiese esto en riesgo sin antes contar con el beneplácito de la Sociedad de Naciones. La oposición de Francia, Checoslovaquia e Italia a tal posibilidad impedía lograr este permiso y, con él, consumar la unión, deseada en aquella época por la mayoría de la población austriaca y probablemente también de la alemana.
Los protocolos de Ginebra firmados el 4 de octubre de 1922 impedían a Austria comenzar ninguna negociación económica o financiera que amenazase su independencia y otorgar privilegios a nación alguna que suscitase tal amenaza.
Alemania admitía que, según estos tratados, incluso una unión aduanera temporal exigía el permiso de los firmantes de los protocolos, y sospechaba que estos se opondrían a la medida. Austria también entendía que el proyecto estaba prohibido en la práctica tanto por los tratados de paz como por los protocolos de 1922. La anexión seguía siendo, empero, un objetivo claro de la política exterior alemana —junto con la recuperación del «corredor» polaco—, en especial tras la evacuación francesa del Rin, que hasta entonces había tenido prioridad frente a la absorción de Austria. Para Austria, los dos motivos principales para favorecer la unión eran tanto culturales como económicos —estaba muy extendida la idea de que la pequeña república no era económicamente viable—.
El desequilibrio económico producía asimismo diferencias en el grado de interés por el proyecto: si bien Alemania era el primer socio comercial austriaco, para el Reich la república alpina apenas era el decimosegundo destino de sus exportaciones y el vigésimo en la lista de las importaciones. Los productores alemanes además tampoco estaban muy dispuestos a sacrificarse para favorecer el aumento de las importaciones austriacas, ni Alemania contaba con gran capital excedente que poder invertir en Austria.
Otros factores entorpecían el plan austro-germano: el crecimiento de la Heimwehr, cuya actitud hacia la unión con Alemania era ambigua; el posible rechazo austriaco a la anexión si Alemania demostraba ser incapaz de mejorar la situación económica de la república alpina y los planes franceses —plasmados en la propuesta de Aristide Briand de 1929 para favorecer una unión europea— para mantener el orden político y territorial de la posguerra.

### Circunstancias que favorecían el plan
Por otra parte, varias circunstancias favorecían la puesta en marcha del plan de unión aduanera. El Gobierno austriaco estaba presidido en ese momento por Johann Schober, al que los dirigentes alemanes consideraban favorable a la anexión, al contrario que su predecesor y figura clave de la política austriaca de la década, Ignaz Seipel. Para Schober, rival de Seipel, la unión con Alemania hubiese supuesto el desbaratamiento de los planes de este de formar una unión danubiana. Además, la crisis económica austriaca beneficiaba a los partidarios de la unión, que veían en ella un remedio o al menos un posible alivio de la apurada situación económica del país. La unión aduanera debía permitir a los austriacos acceder al gran mercado alemán en condiciones favorables al convertirla económicamente en parte de Alemania y, al mismo tiempo, evitar las reclamaciones de las naciones con las que tanto Berlín como Viena habían firmado tratados preferentes. La unión con Alemania, tanto como solución para los problemas económicos nacionales como evolución natural de Austria, contaba además con el apoyo de la oposición socialista.
El convencimiento del Gobierno alemán de que necesitaba de un triunfo en política exterior para reforzar su prestigio en el país también estimulaba la puesta en práctica de la unión. A Brüning, que se enfrentaba a la oposición cada vez más fortalecida de los nacionalsocialistas, le convenía que fructificase el plan.

## Interpretaciones del plan
El objetivo del plan fue muy controvertido. Para unos, era una medida planteada para aliviar la grave crisis económica, parte del «plan Briand» para formar una unión europea; para otros, era un primer paso para la absorción alemana de Austria, presentada por el Gobierno alemán con el objetivo de obtener réditos políticos de un posible éxito en política exterior. La unión aduanera de los Estados alemanes el siglo anterior había conducido a la formación del imperio. A pesar de los desmentidos alemanes, el Ministerio de Asuntos Exteriores germano consideraba el plan como un sustituto temporal de la anexión y un primer paso en esta dirección. Esta eventual absorción de la república austriaca, junto con una serie de acuerdos bilaterales con las naciones balcánicas en los que Alemania ofrecía aranceles reducidos y que por entonces se estaban tratando, podría haber conducido al dominio germano del sureste europeo. A largo plazo, la presión económica podría forzar a Checoslovaquia a ingresar en la unión aduanera —en conjunto, Austria y Alemania acaparaban el 35 % de las exportaciones checoslovacas— y esta, reforzada con nuevos tratados con las repúblicas bálticas, obligar a su vez a Polonia a claudicar y entregar los territorios deseados por Berlín.
Las consecuencias económicas de la unión se preveían dispares: la industria alemana esperaba extenderse por Austria —situación que preocupaba a muchos industriales austriacos—, mientras que los agricultores veían con malos ojos la competencia austriaca. Aunque la industria austriaca deseaba mejorar su acceso al gran mercado alemán, parte de ella hubiese preferido recuperar el antiguo mercado austrohúngaro que tener que enfrentarse a la competencia alemana. Se cree que posiblemente la unión aduanera hubiese favorecido a la economía alemana en su conjunto casi de inmediato, mientras que solo hubiese beneficiado a la austriaca a largo plazo, tras considerables ajustes. Dado el deseo de los dos países de forjar una unión política, se considera probable que la unión aduanera hubiese facilitado el establecimiento de una sola nación —en realidad, la absorción de Austria por Alemania, que hubiese reforzado su poderío industrial y militar—.

## Negociaciones bilaterales austro-germanas

### Primeros contactos y paralización del plan
Si bien las primeras acciones para estrechar las relaciones económicas austro-germanas se habían producido en 1927, estas habían sido mínimas. Fueron los diversos contactos con varios países del ministro de Asuntos Exteriores austriaco Schober —en especial su visita a Mussolini a comienzos de 1930 para resolver la crisis del Tirol meridional— los que alarmaron tanto a los austriacos partidarios de la unión con Alemania como a los mandatarios de esta, que decidieron aprovechar la visita del ministro a Berlín en febrero de 1930 para plantear la posibilidad de una unión aduanera entre los dos países. Esta debía evitar que Austria optase por una unión alternativa —bien con Italia, bien con los países de la cuenca del Danubio— para tratar de resolver sus problemas económicos que frustrase una futura unión política con Alemania.
Las negociaciones entre Schober y Curtius comenzaron con la visita de aquel a Berlín a finales de febrero de 1930. Aunque los representantes austriacos plantearon la cuestión de la unión aduanera con escasas esperanzas pues preveían que los países vencedores de la guerra mundial se opondrían, Curtius abogó con éxito por comenzar a estudiar la viabilidad del proyecto. En los meses siguientes, sin embargo, el plan no avanzó, al tiempo que los mandatarios alemanes recibían con recelo las negociaciones del Gobierno austriaco con Francia, Italia y los países del este europeo, que temían podían conducir al desbaratamiento de la unión. En caso de que Austria escogiese solicitar ayuda a Francia o a otras naciones, incluso a cambio de aceptar condiciones políticas perjudiciales para los intereses alemanes, el Reich, cuya situación económica había empeorado notablemente desde comienzos de 1930 —con el fin de la concesión de los créditos de los que tanto dependía e incluso el cobro anticipado de algunos de ellos—, no podría ofrecer una alternativa que lo evitase. En marzo dimitió el último gabinete alemán con mayoría parlamentaria de la historia de la República de Weimar, el presidido por el socialdemócrata Hermann Müller. El nuevo Gobierno del centrista católico Heinrich Brüning adoptó una política deflacionaria para afrontar la crisis económica que le permitió obtener un último crédito internacional, pero a finales del verano la situación política y económica alemana había vuelto a empeorar. Las elecciones de septiembre confirmaron el descontento popular y los nacionalsocialistas aumentaron enormemente su número de escaños.
A finales del verano de 1930 y por iniciativa de los austriacos, se retomaron las negociaciones. Curtius y Schober se reunión en Ginebra y se avanzó en perfilar los detalles del plan, pero la dimisión del gabinete Schober el 25 de septiembre debido a un escándalo supuso un contratiempo. El nuevo Gobierno, presidido por Carl Vaugoin y con Seipel como ministro de Asuntos Exteriores, no era favorable a continuar con las negociaciones, o así lo creía el Ejecutivo alemán. Durante los dos meses de este efímero gabinete, el plan de unión aduanera quedó paralizado.

### Se retoma el proyecto
Cuando Schober regresó al Gobierno como vicecanciller y ministro de Asuntos Exteriores a comienzos de diciembre, los contactos con Berlín se retomaron de inmediato. Los alemanes presentaron un borrador de unión aduanera el 2 de enero de 1931, que los austriacos aceptaron tres días más tarde. En una reunión que tuvo lugar en Ginebra el 15 de enero, Curtius y Schober alcanzaron nuevos acuerdos sobre los pormenores del proyecto: no debía anunciarse hasta que concluyesen las negociaciones sobre los detalles, se presentaría como parte del plan de unión europea y el anuncio lo realizarían los austriacos, para tratar de evitar que se acusase a los alemanes de reavivar la cuestión de la anexión de Austria.
En la visita de Curtius a Viena que tuvo lugar entre el 3 y el 5 de marzo de 1931, los mandatarios austriacos, entre ellos el presidente de la República Wilhelm Miklas y el canciller Otto Ender, aprobaron oficialmente el plan de unión y se acordó que se presentase este no como un tratado, sino como un acuerdo preliminar. En realidad, los preparativos estaban tan avanzados que se podría haber firmado inmediatamente el tratado de unión, pero se decidió presentar únicamente un protocolo como borrador del tratado final para no dar la impresión de que el proceso se había concluido de manera secreta, a espaldas de las potencias. Se acordó asimismo informar a los Consejos de Ministros de los dos países en las semanas siguientes y a las naciones afectadas en mayo, durante la sesión de la Comisión de Investigación para la Unión Europea. El Consejo de Ministros alemán aprobó el plan el 18 de marzo y el austriaco un día después. Los expertos del Ministerio de Asuntos Exteriores alemán y los principales embajadores, sin embargo, expresaron dudas sobre su viabilidad, augurando escaso apoyo del Reino Unido e Italia y encarnizada oposición francesa y checoslovaca.
El borrador del tratado perfilado durante la visita a Viena del ministro alemán incluía: la unificación de aranceles basada en los alemanes, la eliminación de estos para los productos austriacos importados por Alemania, el mantenimiento de los dos cuerpos de aduanas, la negociación conjunta de los nuevos acuerdos comerciales con terceros países y la duración de la unión —entre tres y cinco años—. Para evitar las críticas de otros países, se incluyó una cláusula que preveía el que otras naciones se uniesen al proyecto si así lo deseaban.

## Anuncio del plan
Originalmente, Alemania y Austria habían decidido anunciar el plan de unión aduanera en la sesión prevista de la Comisión de Estudio de Unión Europea en mayo de 1931. Sin embargo, la filtración del plan en Viena en marzo y la inminente reunión de la comisión en París el 21 del mes, forzaron el adelantamiento del comunicado. Según Schober, empero, el adelanto se debió a presiones alemanas, no a la filtración del plan. El 10 de marzo, los alemanes habían insistido en adelantar el anuncio a la semana del 23 de marzo. Lo más probable es que sucediesen diversas filtraciones, tanto en Alemania como en Austria, que motivaron, junto con la falta de un acuerdo claro sobre las fechas y el debilitamiento del gabinete Brüning, el adelantamiento de la proclamación de los planes de unión. Aunque el Gobierno austriaco había deseado consultar a las grandes potencias antes de presentar el plan, la precipitación lo impidió.
El anuncio oficial se realizó el 21 de marzo, pero días antes franceses y checoslovacos ya intuían su existencia. El anuncio desató una crisis política en Europa, que acabó seis meses más tarde, con el fracaso del plan debido a la oposición francesa.
Austriacos y alemanes presentaron el protocolo como una aportación a los esfuerzos por consolidar la paz y recuperar la prosperidad europea, parte de los planes de unión continental. En realidad, era un paso hacia la formación de una unión centroeuropea dominada por Alemania y un intento de que Austria no accediese finalmente a unirse a algún tipo de organización danubiana. Para los austriacos, era un avance en lo que consideraban la solución para sus problemas políticos y económicos: la unión con el Reich.

## Reacciones

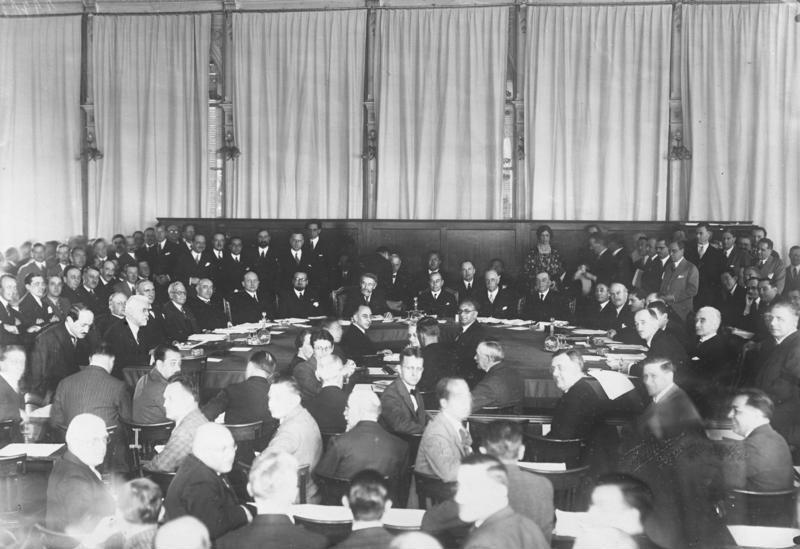
Reunión de la Comisión de Investigación para la Unión Europea en Ginebra en mayo de 1931. En el centro, Julius Curtius, presidiendo la reunión; a la izquierda, con cabello cano, su homólogo austriaco, Johann Schober. El proyecto de unión aduanera se presentó en vano como parte de los esfuerzos para lograr la unión de Europa.

Al día siguiente del comunicado, los embajadores de Checoslovaquia, Francia e Italia presentaron protestas de sus respectivos Gobiernos ante el austriaco. Checoslovaquia rechazó rotundamente la unión austro-germana: la mayoría de su comercio exterior se realizaba con las dos naciones y, en caso de que se uniesen de alguna manera, quedaría totalmente dependiente de ellas. Las declaraciones más encendidas contra el proyecto las realizaron, por tanto, los representantes checoslovacos. Además de solicitar la ayuda de Francia para desbaratar lo que consideraban una grave amenaza a su independencia, los checoslovacos reaccionaron abandonando las conversaciones económicas que habían sostenido con los austriacos. Extendieron rumores además de posibles cláusulas militares secretas y advirtieron a los alemanes de que, si no se abandonaba el proyecto, podía desatarse un boicoteo económico francés que perjudicaría gravemente a alemanes —que tenían beneficios en el comercio bilateral con Francia— y austriacos.
El recuerdo de la importancia de la unión aduanera en el surgimiento del Imperio alemán preocupaba a los que rechazaban un reforzamiento del Reich. La principal oposición provino de Francia. Briand, ministro francés de Asuntos Exteriores, que días antes había descartado en la Cortes todo riesgo de absorción alemana de Austria, mencionó a los británicos la posibilidad de que Francia rescindiese las concesiones económicas de que gozaba Austria y comenzase a elevar los aranceles con Alemania. Berlín previó la oposición francesa, pero no su intensidad; para París, la unión austro-germana reforzaba la ventaja en población del Reich, era un paso hacia la formación de una Europa central controlada por Alemania y aumentaba el peligro de dominación económica alemana en el continente.
El Reino Unido no protestó inicialmente, pero más tarde fue el que requirió el estudio del proyecto en la Sociedad de Naciones la que, a su vez, solicitó una evaluación —que no era vinculante— al Tribunal Permanente de Arbitraje Internacional de La Haya. Para los británicos, menos temerosos que los franceses del resurgir del poderío alemán, el fracaso del plan podía suponer el fin del Gobierno Brüning, y dar paso a uno nacionalsocialista. Aquellos tampoco se oponían a la absorción de Austria por Alemania, ya que consideraban que el pequeño país no podía sostenerse por sí mismo económicamente. El embajador británico en Berlín presentó esta petición a la Sociedad el 26 de marzo, que contó con el respaldo del Gobierno francés. Austriacos y alemanes accedieron a la solicitud británica.
Los opuestos a la unión comenzaron a presionar diplomáticamente a los dos países y Austria llegó a temer —aunque el miedo era infundado—, una invasión franco-checoslovaca para impedirla por la fuerza.
Por su parte, Alemania rechazó toda intromisión de terceros países en el plan y declaró que las conversaciones bilaterales continuarían, a pesar del rechazo de aquellos. Según el canciller Brüning, cualquier protesta formal francesa podía llevar a la caída de su Gobierno. Austria, que había acordado su respuesta a las reacciones de los demás países con Alemania, presentó una declaración más moderada y conciliadora. En efecto, Schober no descartaba una evaluación legal del proyecto por parte de la Sociedad de Naciones, posibilidad que Brüning había rechazado de plano. Ante la solicitud británica de finales de marzo, el Gobierno alemán se avino finalmente a permitir el estudio del plan por la Sociedad de Naciones, para que se comprobase que no infringía los acuerdos de 1922, pero advirtió que esto no detendría las negociaciones con Viena para concluir el tratado de unión.
Los alemanes rechazaron las propuestas austriacas de incluir en el proyecto a Hungría e Italia, pues esto hubiese puesto en peligro el objetivo político del proyecto, la unión política austro-germana, a pesar de que hubiese reducido la hostilidad entre algunos países. A pesar de la cláusula que permitía que otras naciones se sumasen al plan, Berlín se aseguró de que esto no sucediese.
A comienzos de mayo, Italia comunicó su oposición al proyecto, que percibía como un mero preludio a la unión política de Austria y Alemania. Yugoslavia y Rumanía, favorables a la unión austro-germana por motivos económicos —la unión hubiese creado un gran mercado al que Berlín les estaba ofreciendo acceso preferente— finalmente se opusieron al proyecto debido a las presiones de sus aliados franceses y checoslovacos.

## Quiebra del Creditanstalt y debilidad financiera austriaca
A pesar de la intención de Schober y Curtius de defender encarnizadamente el proyecto de unión en Ginebra ante la Sociedad de Naciones, la agudización repentina de la crisis económica austriaca en mayo frustró sus planes. La situación económica austriaca había comenzado a deteriorarse a finales de 1929. El desmembramiento del Imperio austrohúngaro y la crecida inflación de la posguerra habían debilitado el sistema bancario austriaco. En 1929, el principal banco del país, el Creditanstalt, había absorbido al quebrado Boden-kreditanstalt, que tenía una deuda de ciento cuarenta millones de chelines. Hasta finales de 1930, sin embargo, el país logró conservar tanto sus reservas de oro como las de divisas, aunque era muy dependiente de los créditos extranjeros a corto plazo.
La debilidad económica austriaca y su dependencia de la ayuda financiera francesa concedía a París cierta facilidad para frustrar la unión aduanera. Ya a principios de abril, los austriacos estaban tratando de solicitar un crédito francés, a pesar de que ello conllevaba aceptar condiciones políticas. Para empezar, el 6 de abril el Gobierno francés exigió a Schober que prometiese no continuar con las negociaciones con Alemania antes de que se celebrase la siguiente sesión de la Sociedad de Naciones. A pesar de no contar al comienzo con la cooperación británica, los franceses siguieron presionando a los austriacos. La quiebra del mayor banco austriaco, el Creditanstalt, que poseía el 60 % de los créditos a la industria nacional, en mayo de 1931 permitió a Francia aumentar la presión sobre Austria y obligarla finalmente a abandonar el proyecto de unión aduanera con Alemania. Por el momento, en la sesión de la Sociedad de Naciones del 18 de mayo, los británicos lograron que Schober se comprometiese públicamente a no continuar las negociaciones con Alemania hasta que se conociese el fallo del Tribunal de La Haya, promesa que satisfizo a los franceses.
La primera consecuencia de la quiebra del banco austriaco fue la depreciación del chelín cuando los ahorradores trataron de comprar divisas extranjeras para asegurar su dinero. Dos semanas más tarde, el Banco Nacional, desbordado por la situación, solicitó en vano al Gobierno el cierre temporal de los bancos. Francia agudizó a sabiendas el problema financiero austriaco retirando fondos de los bancos austriacos, con el fin de forzar a Austria a admitir las condiciones políticas que deseaba imponer para conceder el crédito de ciento cincuenta millones que el Gobierno vienés necesitaba para cubrir las pérdidas del Banco Nacional. Alemania no se encontraba en condiciones de proporcionar la ayuda financiera que necesitaban los austriacos. Un primer crédito de urgencia concedido la tarde del 16 de junio por el Banco de Inglaterra —el Reino Unido era el principal acreedor del Creditanstalt y del Estado austriaco y no deseaba que este suspendiese pagos— frustró los planes franceses temporalmente, pero no resolvió los problemas austriacos, que seguían dependiendo del crédito francés. La extensión de la crisis financiera a Alemania afectó duramente al Reino Unido, que en agosto tuvo que aceptar créditos estadounidenses y franceses y por consiguiente no pudo seguir socorriendo a los austriacos; Londres reclamó la devolución del crédito de emergencia. En privado, Schober admitió que para entonces el plan de unión aduanera con Alemania había sido descartado. La quiebra del Creditanstalt y la posterior crisis financiera nacional sellaron el fracaso del plan de unión aduanera austro-germana. Francia, único prestamista posible para los bonos austriacos que debían servir para cubrir las deudas, exigía claramente el abandono de la unión aduanera; la ayuda financiera tenía como condición la anulación del proyecto. El 10 de agosto, Austria solicitó oficialmente ayuda a la Sociedad de Naciones y Francia exigió el mantenimiento de la independencia política y económica austriaca, lo que suponía el fin del proyecto de unión aduanera.

## Abandono del proyecto y consecuencias
El dictamen del tribunal de La Haya, negativo, se anunció finalmente en septiembre, una vez que el plan se había abandonado. La mayoría contraria a la unión había sido muy escasa, pero el resultado no tuvo trascendencia. El anuncio oficial del desistimiento se realizó el 3 de septiembre, aunque dos días antes en una entrevista Schober había descartado que fuese a suceder. La presión francesa y los apuros económicos austriacos motivaron, sin embargo, el anuncio. A pesar de los intentos de Curtius de presentar el plan como el principio de una unión europea mayor, en Alemania la renuncia se percibió como una claudicación y se desató una campaña que exigió la destitución del ministro de Asuntos Exteriores. Dos días más tarde, el 5 de septiembre, se anunció el fallo desfavorable del Tribunal de La Haya: ocho jueces habían votado contra el proyecto y siete a favor. El fallo indicaba que el plan no infringía el Tratado de Saint-Germain-en-Laye, pero sí las cláusulas del acuerdo de estabilización de 1922 suscrito por Austria.
La opinión pública alemana mostró su disgusto por lo que consideraba abandono forzado del plan y condenó la renuncia del ministro de Asuntos Exteriores en Ginebra. No apreció tampoco la moderación francesa, que evitó regocijarse en el fracaso austro-germano. La agitación nacionalista creció.
El 3 de octubre, tras un consejo de ministros que trató el fracaso de la unión aduanera, Curtius dimitió.